# 柠萌影视
柠萌影视（英語：Linmon Media），全称上海柠萌影视传媒股份有限公司，是中国大陆一家影视公司，主要从事电视剧制作和发行，在2014年由数名SMG出身的影视工作者共同成立，2022年正式在港交所上市。

## 旗下厂牌

### 柠萌悦心
2015年成立，由时任柠萌影视副总裁的杨晓培主导，直到其2020年离开自立门户。柠萌悦心主攻IP改编的偶像剧赛道，出品包括《扶摇》和《全职高手》等。

### 柠萌开新
2019年成立，由制片人张翼芸主导，主攻悬疑剧赛道，出品包括《猎狐》和《猎罪图鉴》等。

### 青柠萌
2021年成立，由前企鵝影視副总裁齐帅主导，主攻古装剧赛道，出品包括《一念关山》和《子夜归》等。

### 好有本领
2021年成立，专攻短剧赛道，与抖音共同出品的作品包括：

| 2022年 - 《从离婚开始》 - 《一元美容店》 2023年 - 《二十九》(第1-2季) - 《她们的故事》 - 《流量背后》(横屏) - 《反击吧妻子》 - 《反抗背后》 - 《快乐的遗愿清单》 - 《被偷走的富婆人生》 - 《主妇之战》 - 《百亿实习生》(横屏) - 《救救我全家》(横屏) | 2024年 - 《面具之下》 - 《返乡破防图鉴》 - 《罪爱三生》 - 《名门进阶录》 - 《重返08我帮爸妈谈恋爱》 - 《大山的荣耀》 |

## 影视剧制作

### 国内出品
| 首播年份 | 劇集名称           | 导演                                | 主要演员           | 首播平台                                              | 共同出品                   |
| 2016年   | 《寂寞空庭春欲晚》 | - 吳錦源 - 衞翰韜 - 劉子富 - 鄧衍成 | 刘恺威、郑爽       | 浙江卫视、深圳卫视 优酷、土豆网                       | 梦幻星生园、柠萌悦心       |
| 2016年   | 《好先生》         | 張曉波                              | 孫紅雷、江疏影     | 江蘇衛視、浙江衛視、山东卫视 乐视网、爱奇艺、腾讯视频 | 陝西文投、樂視網、長江文化 |
| 2016年   | 《小别离》         | 汪俊                                | 黃磊、海清、张子枫 | 北京卫视、浙江卫视 乐视网、腾讯视频                   | 陝西文投                   |

| 首播年份 | 劇集名称   | 导演                       | 主要演员       | 首播平台                  | 共同出品                                       |
| 2017年   | 《择天记》 | - 鍾澍佳 - 麥詠麟 - 孔厲大 | 鹿晗、古力娜扎 | 湖南卫视 爱奇艺、腾讯视频 | 腾讯影业、企鹅影业、柠萌悦心、芒果TV、阅文集团 |

| 首播年份 | 劇集名称       | 导演                   | 主要演员       | 首播平台                                            | 共同出品           |
| 2018年   | 《南方有乔木》 | 林妍                   | 陈伟霆、白百何 | 浙江卫视、江苏卫视 腾讯视频、爱奇艺、优酷、搜狐视频 | 長江文化           |
| 2018年   | 《扶摇》       | - 楊文軍 - 謝澤 - 李才 | 杨幂、阮经天   | 浙江卫视 腾讯视频                                   | 柠萌悦心、企鹅影视 |

| 首播年份 | 劇集名称       | 导演   | 主要演员               | 首播平台                            | 共同出品                                          |
| 2019年   | 《九州缥缈录》 | 張曉波 | 刘昊然、宋祖儿、陈若轩 | 浙江卫视 优酷、腾讯视频             | 企鹅影视、优酷、灵龙文化、大神圈文化              |
| 2019年   | 《小欢喜》     | 汪俊   | 黄磊、海清、陶虹       | 东方卫视、浙江卫视 爱奇艺、腾讯视频 | 長江文化                                          |
| 2019年   | 《全职高手》   | 十一月 | 杨洋、江疏影           | 腾讯视频                            | 企鹅影视、柠萌悦心、凤仪传媒、悦凯影视 （定制剧） |

| 首播年份 | 劇集名称     | 导演   | 主要演员               | 首播平台                                  | 共同出品                                                       |
| 2020年   | 《猎狐》     | 刘新   | 王凯、王鸥、胡军       | 东方卫视、北京卫视 优酷、爱奇艺、腾讯视频 | 公安部新闻宣传局、中国国际电视总公司、柠萌开新、优酷、阿里影业 |
| 2020年   | 《二十不惑》 | 黎志   | 关晓彤、金世佳、牛骏峰 | 湖南卫视 爱奇艺                           | 奇与奇遇影视、温润如玉影视、爱奇艺                             |
| 2020年   | 《三十而已》 | 張曉波 | 江疏影、童瑶、毛晓彤   | 东方卫视 腾讯视频                         |                                                                |

| 首播年份 | 劇集名称         | 导演          | 主要演员           | 首播平台                  | 共同出品                      |
| 2021年   | 《小舍得》       | 張曉波        | 宋佳、佟大为       | 央视八套、东方卫视 爱奇艺 | 爱奇艺                        |
| 2021年   | 《千古玦尘》     | - 尹濤 - 李才 | 周冬雨、许凯       | 腾讯视频                  | 企鹅影视、西嘻影业 （定制剧） |
| 2021年   | 《陪你逐风飞翔》 | 沙維琪        | 宋祖儿、王安宇     | 湖南卫视 腾讯视频         | 企鹅影视                      |
| 2021年   | 《小敏家》       | 汪俊          | 周迅、黄磊、唐艺昕 | 湖南卫视 优酷             | 风火石文化、优酷              |

| 首播年份 | 劇集名称      | 导演   | 主要演员               | 首播平台                        | 共同出品                   |
| 2022年   | 《超越》      | 張曉波 | 李庚希、胡军           | 央視一套 爱奇艺、腾讯视频、优酷 | 上海廣電、黑龍江廣電、央视 |
| 2022年   | 《猎罪图鉴》  | 邢鍵鈞 | 檀健次、金世佳         | 爱奇艺、腾讯视频                | 柠萌开新、爱奇艺           |
| 2022年   | 《胆小鬼》    | 张晓波 | 欧豪、王砚辉           | 优酷                            | 优酷                       |
| 2022年   | 《二十不惑2》 | 黎志   | 关晓彤、卜冠今、董思怡 | 湖南卫视 爱奇艺、芒果TV         | 爱奇艺                     |

| 首播年份 | 劇集名称     | 导演            | 主要演员               | 首播平台          | 共同出品       |
| 2023年   | 《爱情而已》 | 陈畅            | 吴磊、周雨彤           | 央视八套 腾讯视频 | 企鹅影视       |
| 2023年   | 《问心》     | 黎志            | 赵又廷、毛晓彤、金世佳 | 央视八套 腾讯视频 |                |
| 2023年   | 《一念关山》 | - 周靖韬 - 邹曦 | 刘诗诗、刘宇宁         | 爱奇艺 浙江卫视   | 青柠萌、爱奇艺 |

| 首播年份 | 劇集名称       | 导演   | 主要演员       | 首播平台        | 共同出品                   |
| 2024年   | 《你也有今天》 | 陈铭章 | 陈星旭、章若楠 | 优酷            | 优酷                       |
| 2024年   | 《半熟男女》   | 张晓波 | 田曦薇、辛云来 | 优酷            | 青柠萌、优酷               |
| 2024年   | 《猎罪图鉴2》  | 刘殊巧 | 檀健次、金世佳 | 爱奇艺 腾讯视频 | 柠萌开新、爱奇艺、腾讯视频 |

| 首播年份 | 劇集名称     | 导演 | 主要演员       | 首播平台        | 共同出品       |
| 2025年   | 《书卷一梦》 | 郭虎 | 李一桐、刘宇宁 | 爱奇艺 江苏卫视 | 青柠萌、爱奇艺 |

| 首播年份 | 劇集名称     | 导演     | 主要演员       | 首播平台 | 共同出品         |
| 待播     | 《子夜归》   | 侣皓吉吉 | 许凯、田曦薇   |          | 青柠萌、腾讯视频 |
| 待播     | 《轧戏》     | 猫的树   | 陈星旭、卢昱晓 |          | 青柠萌、爱奇艺   |
| 待播     | 《月明千里》 | 臧溪川   | 包上恩、王弘毅 |          | 腾讯视频         |

| 首播年份 | 劇集名称 | 导演 | 主要演员 | 首播平台 | 共同出品 |
| 拍摄中   |          |      |          |          |          |

### 海外制作
泰國
- 《三十而已·曼谷篇》（待播）[7]
- 《猎罪图鉴》（筹备中）

- 《亲爱的阿基米德》（待播）[8]

 香港
- 《网内人：复仇代币》（筹备中）

## 电影
- 2020年网络电影《怪物先生》（余文樂、春夏、惠英紅、塗們主演）[9]

## 已离开艺人

### 萌揚文化
2016年成立，由前华谊兄弟经纪联席总经理宗帅出任代表。2020年，柠萌影视将其出售，放弃艺人经纪板块。

#### 男艺人
- 黄觉
- 陈若轩
- 晏紫东
- 蒋龙
- 翟子路
- 陈泓政
- 周昊杉
- 黄毅

#### 女艺人
- 马薇薇
- 吴昕
- 江疏影
- 蔡文静
- 张雅钦
- 王若珊
- 严智超
- 刘宸希

#### 其他
- 林丹（运动员）
- 谢东燊（导演）[11]
- 陈大明（导演、演员）[11]
- 花明（导演）[11]
- 陈奕利（导演）[11]
- 杨亮（动作导演、演员）[11]
- 陈敏正（造型指导）[12]

#### 影像制作
- 2018年：王俊凯19岁生日会《此刻之外》纪录片
- 2019年：吴青峰《蜂鸟》MV
- 2019年：王俊凯《K-moment x Hi Africa》非洲行記錄片
- 2019年：马薇薇《爱而不Si》访谈节目（与新浪微博联合出品）